# Iugani (Iași)
Iugani es una localidad rumana de la comuna de Mircești, en el condado de Iași.

## Historia
Hacia comienzos del siglo XX la localidad, que ya por entonces pertenecía a la comuna de Mircești, estaba ubicada en el antiguo condado de Roman y tenía contabilizada una población de 582 habitantes, de los cuales 400 eran húngaros.
En la segunda mitad del siglo XX la localidad seguía formando parte de Mircești. En el censo de 2021 la localidad tenía una población de 2005 habitantes.